# Вергил Ваклинов
Вергил Борисов Ваклинов е български граничар, загинал през 1953 г. при изпълнение на служебните си задължения. Случаят е използван с пропагандна цел от комунистическата власт преди 1989 г., в резултат на което се дължи известността на името му, въпреки че Ваклинов не е единственият граничар, загинал при охрана на границата в този период.

## Биография
Вергил Ваклинов е роден в пернишкото село Планиница. След като завършва средното си образование, известно време работи като миньор в мина „Куциян“. През есента на 1950 г. е призован да отслужи редовната си военна служба в редовете на Гранични войски. По свое желание е изпратен в Школата за инструктори на служебни кучета в Берковица, която завършва с присвоено звание младши сержант, и е разпределен да служи на застава край гръцката граница в близост до село Бръщен.

### Смърт
На 1 юли 1953 г. младши сержант Вергил Ваклинов, редник Трайко Стаменов и служебното куче Вихър изпълняват бойна заповед по охрана и отбрана на държавната граница в местността „Ливадите“, край с. Бръщен. Около 21:30 ч. чуват изстрели откъм района на Римския мост на Доспат дере. Вергил Ваклинов и Вихър, следвани от Трайко Стаменов, се отправят към района на престрелката.
Минути преди това въоръжена група от 4 диверсанти, завръщаща се нелегално в Гърция, след като е изпълнила задачата си в България, се е натъкнала на наряд от съседната гранична застава в състав ефрейтор Александър Александров и редник Дончо Ганев. В завързалата се помежду им престрелка е убит Дончо Ганев, тежко ранени са Александър Александров и единият от нарушителите.
Вергил Ваклинов пресича пътя на нарушителите, преследва ги по посока на държавната граница, като успява да залови жив един от тях. В местността Чуката (сега Ваклинова чука), намираща се на 700 m югоизточно от с. Бръщен, той е тежко ранен при престрелка с другите трима нарушители. Един нарушител е убит от служебното куче Вихър, което също загива в схватката с него. Останалите двама от групата успяват да преминат на гръцка територия.
След приключване на сражението тежко раненият Вергил Ваклинов през нощта в продължение на часове е носен на ръце от другарите си до съседното село Марулево, където местните селяни окосяват голяма поляна, за да може рано сутринта на 2 юли да кацне изпратен от София санитарен самолет, който да го транспортира до болница. Въпреки положените усилия от другарите му, от местното население и от властите, Ваклинов умира по време на полета.

## Посмъртни почести
С министерска заповед младши сержант Вергил Ваклинов е повишен посмъртно в звание младши лейтенант и получава отличието „Герой на Граничните войски“. В негова чест през 1960 г. село Марулево е преименувано на Ваклиново. В центъра на селото е издигнат паметник на граничаря Вергил Ваклинов и кучето му Вихър.
Паметници и паметни плочи на Вергил Ваклинов има още и до Римския мост на Доспат дере, в родното му село Планиница (Пернишко), в Школата за инструктори на служебни кучета в Берковица, в двора на бившия граничен отряд в гр. Гоце Делчев, в двора на ГПУ в Доспат (бившата комендатура), както и в заставата, в която е служил и която по-късно е била наименувана застава „Вергил Ваклинов“.
На 3 юли 2010 г. паметната плоча на Вергил Ваклинов до Римския мост на Доспат дере е възстановена по инициатива на членове на Интернет-форум „Граничарите на България“. Плочата е открита от Героя на Гранични войски и участник в престрелката на Римския мост Александър Александров. Мероприятието е осъществено със съдействието на РДГП Смолян, ГПУ Доспат, кметовете на Бръщен, Црънча и Доспат. Присъстват членове на форум „Граничарите на България“, племенници на Ваклинов, бивши и настоящи граничари от Доспат, Гоце Делчев, Смолян и цялата страна, зам.-директорът на РДГП Смолян, началникът на ГПУ Доспат, кметовете на Бръщен, Црънча и Доспат, директорът на НУ „Вергил Ваклинов“ – Доспат, заедно група деца от училището.
На 2 юли 2011 г. на Ваклинова чука, където е лобното място на Вергил Ваклинов и кучето му Вихър, е открита нова паметна плоча с образите им. Плочата е изработена по инициатива на членове на Интернет-форум „Граничарите на България“. Присъстват членове на форум „Граничарите на България“, племенници на Ваклинов, бивши и настоящи граничари от Доспат, Гоце Делчев, Смолян и цялата страна, Директора на РДГП Смолян, Началника на ГПУ Доспат, кметовете на Бръщен, Црънча и Доспат, Директора на НУ „Вергил Ваклинов“ – Доспат заедно група деца от училището.